# 劉雷
劉雷（りゅう らい、1957年 - ）は、中国人民解放軍の軍人。2017年11月現在、中国人民解放軍陸軍政治委員を務める。階級は上将である。

## 略歴
16歳で人民解放軍に入隊し、蘭州軍区第21集団軍管轄の部隊で13年間務め、29歳の時蘭州軍区政治部の仕事を担うこととなる。1999年蘭州軍区政治部幹部部副部長に就任し新疆軍区歩兵某師団の政治委員を務めた。その後、師団政治委員から南彊軍区政治部主任に昇級した。
2006年末、杜金才が第21集団軍政治委員から成都軍区政治部主任に移動になったのに伴い、劉雷は第21集団軍政治委員に就任する。2013年新疆軍区政治委員に就任し、同年新疆ウイグル自治区党委員会常務委員に選出されている。2014年12月、蘭州軍区政治委員に就任した。さらに2015年12月には初代の中国人民解放軍陸軍政治委員に就任した。
党歴としては、劉雷は第11期、第12期の党全国代表大会の人民解放軍代表団の1人として選出された。